# Ivo (pel·lícula)

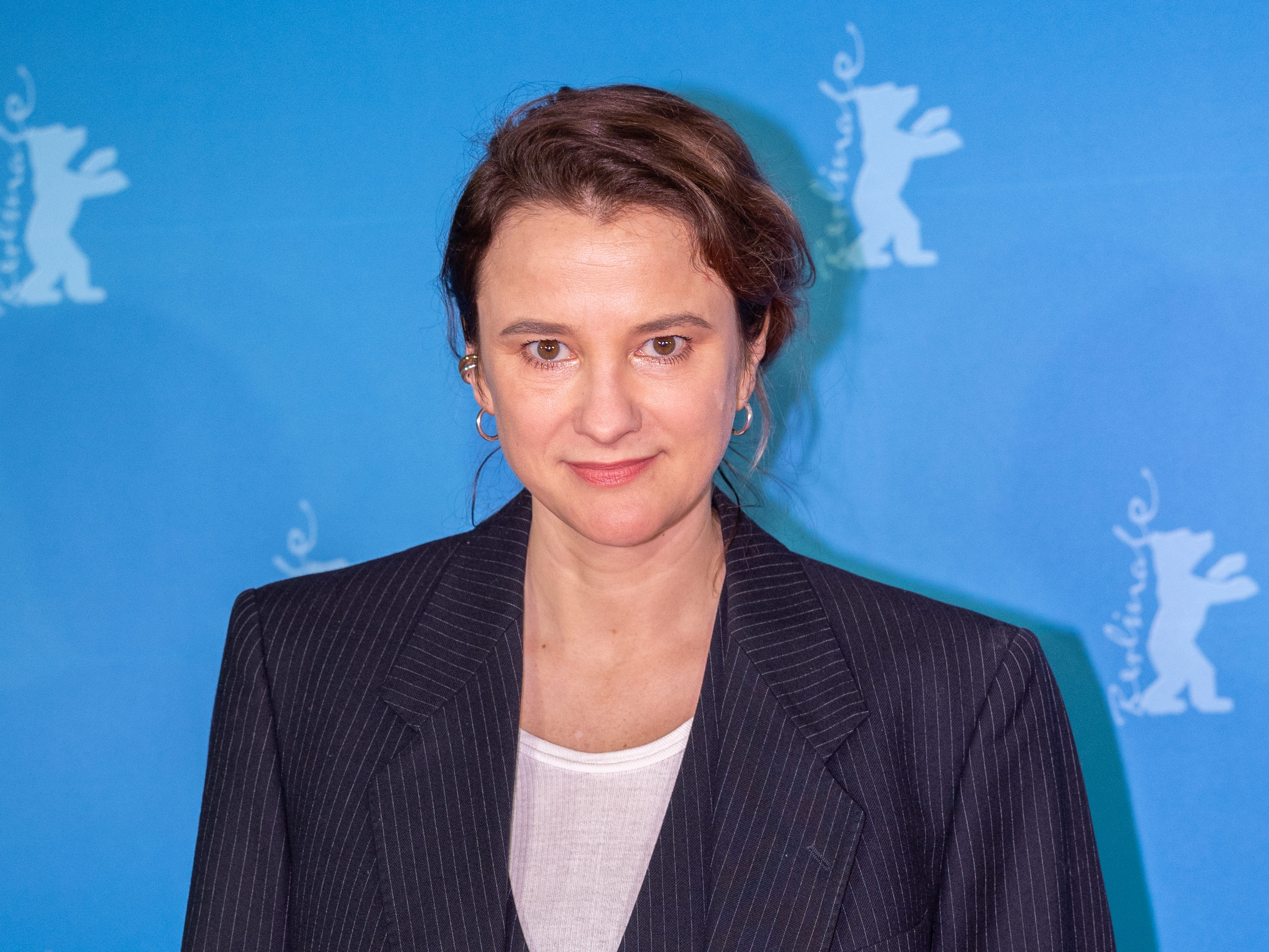
La directora Eva Trobisch a la Berlinale.

Ivo és una pel·lícula dramàtica alemanya del 2024 escrita i dirigida per Eva Trobisch. Protagonitzada per Minna Wündrich, la pel·lícula tracta sobre decisions difícils al final de la vida, explicades a través de la història d'una infermera d'atenció domiciliària pal·liativa anomenada Ivo. Es va projectar a la secció Encounters del 74è Festival Internacional de Cinema de Berlín, on es va estrenar el 20 de febrer de 2024, i va ser nominada a la placa de l'Os d'Or a la millor pel·lícula d'aquesta secció. També va guanyar el premi Heiner Carow. S'ha subtitulat al català.
El rodatge va tenir lloc a Colònia de l'1 de setembre al 6 d'octubre de 2022, sota la supervisió del director de fotografia Adrian Campean.